# Servicio Meteorológico Nacional (México)
El Servicio Meteorológico Nacional, por sus siglas SMN, es el organismo público de México encargado de proporcionar información sobre el estado del tiempo que prevalece o afecta al territorio de dicho país. El SMN depende directamente de la Comisión Nacional del Agua (CONAGUA), que a la vez forma parte de la Secretaría de Medio Ambiente y Recursos Naturales (SEMARNAT). Fue creado el 6 de febrero de 1877 por orden del presidente Porfirio Díaz como Observatorio Meteorológico Central y en 1989 se integró a la CONAGUA.

## Historia
El Servicio Meteorológico Nacional fue primeramente como una dependencia de la Comisión Geográfica Exploradora del Territorio Nacional llamada Observatorio Meteorológico y Astronómico de México y fue fundado el 6 de marzo de 1877 por el entonces presidente de México Porfirio Díaz a iniciativa de Vicente Riva Palacio, Secretario de Fomento.
Para 1878 la sede del Observatorio se trasladó al Palacio de Chapultepec y en 1880 se independizó económicamente de la Comisión Geográfica; desde ese entonces recibió una partida especial del Presupuesto de Egresos Nacionales, y asumió el cargo de primer director el ingeniero jalisciense Mariano Bárcena.
En 1883 el Observatorio Astronómico se traslada al edificio del ex-Arzobispado en Tacubaya mientras que el Observatorio Meteorológico permanece en el castillo Chapultepec que para entonces aún funcionaba como Palacio Nacional.
En 1901, se creó el Servicio Meteorológico Nacional y de acuerdo a informes del entonces director, la institución contaba con 31 secciones meteorológicas estatales, 18 observatorios y estaciones independientes, las cuales transmitían información al Observatorio Meteorológico de Tacubaya por vía telegráfica. En ese entonces estaba a cargo el ingeniero Manuel E. Pastrana que había sucedido en el cargo a Mariano Bárcena. Al comienzo de la Revolución Mexicana el Servicio Meteorológico también se trasladó al edificio de Tacubaya. Derivado de este conflicto armado el servicio meteorológico suspendió labores por unos meses en 1915 y al reanudarse las actividades Joaquín Gallo fue designado director. Durante los años 20, el Observatorio Astronómico fue anexado a la Universidad Nacional Autónoma de México, lo que décadas más tarde derivaría en el Instituto de Astronomía de la UNAM.
Por su parte el SMN que continuó formando parte de la Secretaría de Fomento, cambió su nombre en 1928 por "Dirección General de Geografía, Meteorología e Hidrología". Durante el gobierno de Manuel Ávila Camacho, la recién creada Secretaría de Recursos Hidráulicos incorporó al Servicio Meteorológico Nacional, y modificando su nombre por "Dirección de Geografía y Meteorología", la cual estuvo dirigida por Federico Peña desde 1947 hasta 1960.
En 1972, la Dirección de Geografía y Meteorología se transformó en la "Dirección General del Servicio Meteorológico Nacional", dependiente de la Secretaría de Agricultura y Ganadería, a la cual quedaría adscrita hasta 1989, cuando al crearse la Comisión Nacional del Agua (CONAGUA), el 16 de enero de aquel año, el Servicio Meteorológico fue integrado como una subgerencia dependiente de la Subdirección General de Administración del Agua. En 1990 se transformó en la actual Gerencia del Servicio Meteorológico Nacional pasando a formar parte de la Subdirección General Técnica de la CONAGUA en 1995.
En 2001, con la publicación en del "Reglamento de Interior de la Secretaría de Medio Ambiente y Recursos Naturales", se reestructuró la organización administrativa de la Comisión Nacional del Agua, por la que el Servicio Meteorológico Nacional sigue adscrito a la Subdirección General Técnica pero ahora con el carácter de coordinación.
El 17 de diciembre de 2012, fue nombrado el ingeniero militar Juan Manuel Caballero González, como Coordinador General del Servicio Meteorológico Nacional, en sustitución de Felipe Vázquez Gálvez.
Posteriormente, en el 2016 tomó la Coordinación el ingeniero geofísico Alberto Hernández Unzón, quien fungió en el cargo hasta finales del 2018.
A partir del 1 de diciembre de 2018, fue nombrado titular del SMN, el M. en C. Humberto Hernández Peralta licenciado en Física por la Universidad Autónoma Metropolitana y Maestro en astrofísica con estudios doctorales en el Instituto de Astrofísica de Canarias, España, y un Diplomado de Estudios Avanzados en el programa de Física del Cosmos.
El 16 de julio de 2019, el Dr. Jorge Zavala Hidalgo fue nombrado coordinador general del Servicio Meteorológico Nacional, cargo que ocupó durante 22 meses. El 25 de mayo de 2021, el Dr. Jorge Zavala Hidalgo anunció que dejó su cargo como coordinador del Servicio Meteorológico Nacional para volver a sus actividades académicas en la Universidad Nacional Autónoma de México.
El 16 de noviembre de 2024 el M. en C. Fabián Vázquez Romaña ocupa el cargo como coordinador general del Servicio Meteorológico Nacional, desde 2006, ha estado involucrado en la administración pública federal, comenzando su carrera como especialista en meteorología en Pemex Exploración y Producción. Posteriormente, asumió el liderazgo del Departamento de Meteorología en la sección de Ciencias Oceanográficas y Meteorología de la misma institución, donde desempeñó un papel clave en la elaboración de Planes de Respuesta a Emergencias por Huracanes y en la realización de diversos análisis de riesgos relacionados con Condiciones Meteorológicas Adversas. Su experiencia incluye la participación en varios comités dedicados a temas meteorológicos y oceánicos en el Servicio Meteorológico Nacional, así como en la Región IV de la Organización Meteorológica Mundial. Entre julio de 2019 y mayo de 2021, se desempeñó como Gerente de Redes de Observación y Telemática en el Servicio Meteorológico Nacional de México, donde tuvo la responsabilidad de gestionar las redes de observación meteorológica del país y coordinar la emisión de avisos especiales del tiempo severo a través de los medios de comunicación.

### Historia del edificio
Fue construido en 1737 por orden del Virrey Don Juan Antonio Vizarrón y Eguiarreta, Arzobispo de México y se destinó a albergar al Arzobispado de aquella época.
Posteriormente, entre los años 1780 y 1800, sufrió modificaciones en su construcción, quedando así hasta el año de 1960, en que por la ampliación de la Avenida Observatorio, donde está ubicado, hubo necesidad de reducirse al frente, dejándose la fachada en su forma original como existe hasta la fecha.
En sus inicios, al norte de la construcción había una huerta de árboles frutales que fue donada por el Sr. Arzobispo a los indígenas para que cultivaran olivo.
En 1847 el edificio pasó a ser propiedad de la nación y entonces se le llamó el Aranjuez de los Presidentes. Fue el palacio más sobresaliente de la región aristócrata del Valle de México. En este edificio habitaron los presidentes de México Antonio López de Santa Anna e Ignacio Comonfort.
Cerca de este edificio, en 1859 se libraron luchas entre liberales y conservadores escenario de los "Mártires de Tacubaya".
De 1863 a 1883, fue sede del H. Colegio Militar y en 1883 se estableció la Comisión Geodésica Mexicana, que trabajo hasta 1915. Posteriormente, en el predio oriente del edificio se construyó el Observatorio Astronómico Nacional en 1899.
En 1928 se inició construcción del Instituto Panamericano de Geografía e Historia (IPGH) cuya fachada actual da a la calle de Ex-Arzobispado. Esta fachada perteneció a la Casa de la Sta. Veracruz conocida como "El Cuartel de los Gallos" localizada en el centro de la ciudad. Actualmente el IPGH y el SMN se localizan dentro del mismo edificio.

## Funciones
- Mantener informado a Protección Civil sobre posibles amenazas meteorológicas.
- Concientizar a la población sobre como protegerse y por ende evitar peligro.
- Proporcionar información meteorológica a la población en general.
- Realizar estudios sobre las condiciones atmosféricas.
- Clasificar información y guardarla en el Banco Nacional de Datos Climatológicos para consulta de la población.

## Infraestructura
El Servicio Meteorológico Nacional cuenta, para cumplir con sus labores, con la siguiente infraestructura:
- 80 observatorios meteorológicos, cuyas funciones son las de observación y transmisión de la información de las condiciones atmosféricas en tiempo real.[12]

- 15 estaciones de radiosondeo, cuya función es la observación de la superficie de la atmósfera.[13]

- 12 radares meteorológicos, cuya función es detectar la evolución de los sistemas nubosos.[14]

- Estación terrestre receptora de imágenes del satélite meteorológico GOES-Este, esta estación recibe imágenes infrarrojas, de vapor de agua y una imagen visible cada media hora.[15]